# Irene Huss - Tystnadens cirkel
Irene Huss - Tystnadens cirkel, es una película de crimen y misterio estrenada el 5 de octubre de 2011 por DVD y 6 de abril de 2013 dirigida por Emiliano Goessens. La película es la décima entrega de la serie de películas que forman parte de Irene Huss.
La película está basada en el personaje principal de las novelas de la escritora sueca Helene Tursten.

## Historia
Cuando un joven hombre es asesinado y su cuerpo encontrado desnudo en un bote de basura, la detective Irene y el equipo deben descubrir qué fue lo que pasó, pronto descubren que el crimen fue realizado en los alrededores de una discoteca.

## Personajes

### Personajes principales
| Actor             | Personaje          | Ocupación            |
| ----------------- | ------------------ | -------------------- |
| Angela Kovács     | DI. Irene Huss     | Detective Inspectora |
| Lars Brandeby     | Sven Andersson     | -                    |
| Dag Malmberg      | Jonny Blom         | -                    |
| Anki Lidén        | Yvonne Stridner    | -                    |
| Eric Ericson      | Fredrik Stridh     | -                    |
| Reuben Sallmander | Krister Huss       | -                    |
| Moa Gammel        | Elin Nordenskiöld  | -                    |
| Mikaela Knapp     | Jenny Huss         | -                    |
| Felicia Löwerdahl | Katarina Huss      | -                    |
| Adam Lundgren     | Jon Rydell         | -                    |
| Göran Parkrud     | Gustav af Jarlberg | -                    |

### Personajes secundarios
| Actor                      | Personaje     | Ocupación           |
| -------------------------- | ------------- | ------------------- |
| Lennart R. Svensson        | Lars Svensson | -                   |
| Yngve Dahlberg             | Ola Stensson  | -                   |
| Anna Åström                | Mercedes      | -                   |
| Isabelle von Saenger       | Eva-Lisa      | -                   |
| Niklas Svensson            | -             | Tío                 |
| Jonatan Ekenberg           | -             | Tío                 |
| Johanna Zandén             | -             | Barman              |
| Caroline Andreason         | -             | Madre de Mercedes   |
| Ines Sebalj                | -             | Doctora de Mercedes |
| Ingvar Örner               | -             | Abogado de Gustav   |
| Christoffer Aro            | -             | Oficial de Policía  |
| Marcus Standoft            | -             | Amigo de la Víctima |
| Lovisa Håkansdotter Wallin | -             | Mujer en el Club    |
| Emelie Strömberg           | -             | Novia del DJ        |

## Producción
La película fue dirigida por Emiliano Goessens, escrita por Stefan Ahnhem (en el guion) y está basado en la novela de Helene Tursten.
Fue producida por Johan Fälemark, Hillevi Råberg y Daniel Gylling, en coproducción con Lotta Dolk, Jon Petersson, Hans-Wolfgang Jurgan, Fredrik Zander y Jessica Ask, con el apoyo de los productores ejecutivos Anni Faurbye Fernandez, Peter Hiltunen y Mikael Wallen.
La música estuvo bajo el cargo de Thomas Hagby y Fredrik Lidin.
La cinematografía estuvo en manos de Andreas Wessberg, mientras que la edición por Rasmus Ohlander.
La película fue estrenada el 5 de octubre de 2011 en DVD y el 6 de abril de 2013 en Suecia. 
Filmada en Gotemburgo, Provincia de Västra Götaland, en Suecia.
Contó con la participación de las compañías de producción "Illusion Film & Television" y "Yellow Bird", en co-participación con "Kanal 5".
En el 2011 en Suecia fue distribuida por "Nordisk Film" en DVD y "Kanal 5" en televisión, en el 2012 en los Países Bajos por "Lumière Home Entertainment" en DVD y por "Film1" televisión limitada. 

### Emisión en otros países
| País         | Título                                    | Fecha de Estreno                       |
| ------------ | ----------------------------------------- | -------------------------------------- |
| Alemania     | Irene Huss, Kripo Göteborg - Teufelskreis | 25 de mayo de 2012                     |
| Dinamarca    | Irene Huss: Tavshedens cirkel             | -                                      |
| Países Bajos | -                                         | 28 de febrero de 2012 (estreno en DVD) |
| Polonia      | Inspektor Irene Huss - Wtajemniczeni      | 22 de enero de 2012                    |